# Аллея Лайсвес

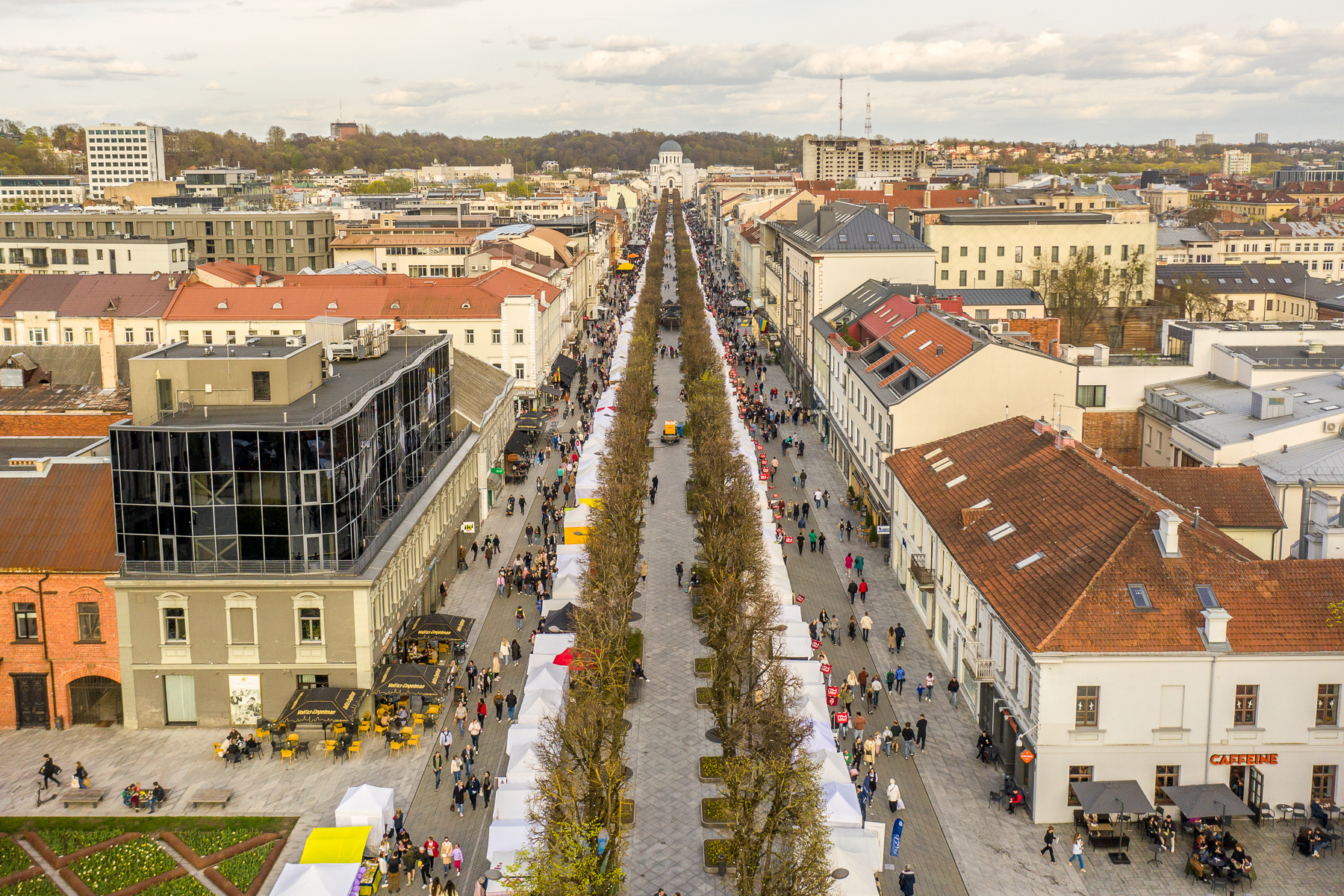
Вид с воздуха на аллею

 Ла́йсвес-аллея (лит. Laisvės alėja — Аллея Свободы, бывший Николаевский проспект) — главная улица Каунаса, второго по величине города Литвы.
Представляет собой пешеходный бульвар, проходящий с запада на восток, длиной 1621 метр и шириной 24—27 метров. Расположена в районе Науяместис (Новый город). Аллея соединяет две площади (Неприклаусомибес и Венибес) и сквер возле здания городского самоуправления. Церковь Святого Михаила Архангела делит её на 2 неравные части (1100 и 340 метров). На аллее растут 577 деревьев (567 лип, 6 каштанов и 4 клёна).

## История

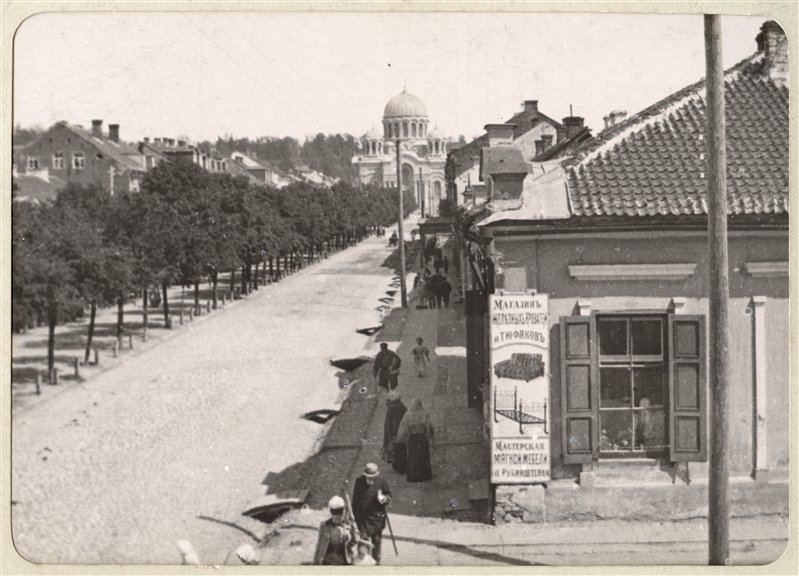
Николаевский проспект

В 1847 году указом русского императора был утверждён разработанный в Санкт-Петербурге план застройки города Ковно, ставшего в 1842 году центром Ковенской губернии. Главная улица, названная в честь великого князя Николая Александровича Николаевским проспектом, была спроектирована как широкий, парадный бульвар с двумя проезжими частями. Планировалось, что он будет соединять две площади, на которых будут стоять православный собор и католическая церковь.
Земельные участки для застройки были поделены к 1849 году, но застраивали их постепенно, ещё долгое время центром общественной жизни оставался Старый город, где была построена резиденция ковенского губернатора, размещались храмы разных конфессий, концентрировалась городская торговля.
В 1879 году Ковно был объявлен приграничной крепостью первой категории, в нём запрещалось строительство домов выше двух этажей. Исключение было сделано только для гарнизонного Петропавловского собора.
В 1887 году бельгийский инженер Е. О. Дюпон получил концессию на устройство конного трамвая. В 1890 году по инициативе предводителя уездного дворянства Петра Столыпина на аллее было возведено здание театра (современный Музыкальный театр). В 1899 году проведено электрическое освещение.
В 1915 году Ковно был оккупирован немецкими войсками и Николаевский проспект был переименован в улицу Кайзера Вильгельма (нем. Kaiserwilhelmstrasse).
16 февраля 1919 года в честь годовщины независимости Литвы главная улица Каунаса была названа аллеей Свободы, а одна из пересекающихся с ней улиц — улицей 16 Февраля.
В 20-е годы на аллее происходили в основном косметические изменения: в домах пристраивали третьи этажи, на фасадах вместо окон пробивали широкие витрины.
В 30-е было построено несколько пяти-шестиэтажных зданий: Центральный почтамт, Сберегательная касса, Уездное самоуправление, «Пеноцентрас» (Центральный союз молокоперерабатывающих предприятий) и т. д. Науяместис окончательно стал центром Каунаса, а Лайсвес-аллея его главной улицей.
В 1940 году улицу переименовали в проспект Сталина. Аллея почти не пострадала от боевых действий во время Второй мировой войны.
Сразу после войны работавшие на аллее кафе, рестораны, гостиницы были национализированы и прекратили свою деятельность. В здании Сберегательной кассы обосновался городской исполнительный комитет, здание Уездного самоуправления было передано милиции и госбезопасности. С 1950 года на проспекте начали строить многоэтажные жилые дома (дома № 81, № 100 и др.).
В 1958 году аллея была покрыта асфальтом.
С 1960 года на ней вновь начали открываться кафе — «Тулпе», «Пасака», «Орбита».
В 1961 году улицу снова переименовали в Лайсвес-аллею.
15 мая 1972 года в скверике Музыкального театра совершил самосожжение диссидент Ромас Каланта.
В 1973 году в каунасском филиале Института проектирования коммунального хозяйства появилась идея превратить Лайсвес-аллею в пешеходную зону. Проект был подготовлен архитекторами Альфредасом Паулаускасом и Вандой Палецкене. С 1975 года была начата реконструкция: проспект по частям перекрывали, ремонтировали подземные коммуникации, клали бетонную плитку, ставили новые фонари, установили фонтан, до сих пор нежно любимый горожанами. Одновременно реставрировали здания. Всего на реконструкцию было потрачено 3,141 млн рублей.
6 ноября 1982 года работы были завершены. Авторам проекта была вручена премия Совета министров СССР. Лайсвес-аллея стала третьей пешеходной улицей в СССР после улицы Ленина в Орле (1973 год) и Шяуляйского бульвара (1976 год).
В конце XX — начале XXI века на аллее открылось множество ресторанов, ночных клубов, казино и она стала местом развлечений и отдыха.

## Примечательные здания

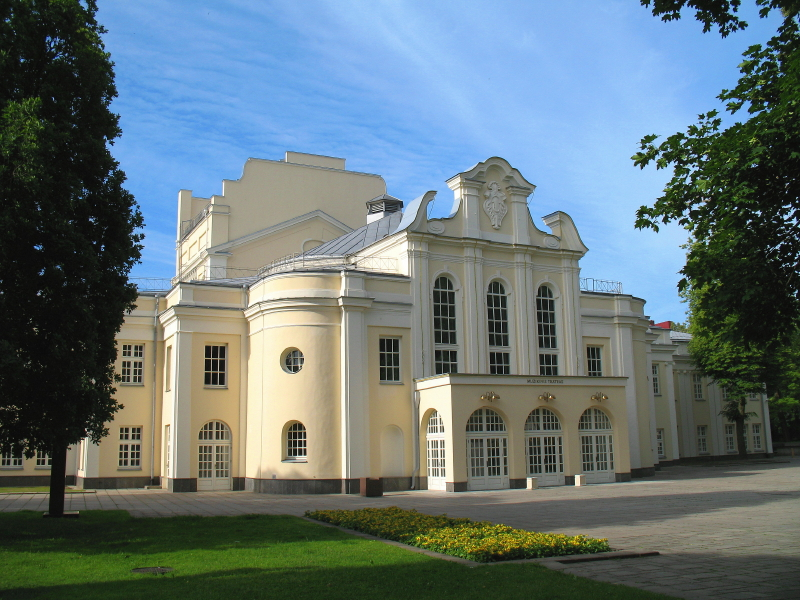
Музыкальный театр

- Дом № 45. Кафе «Тульпе», бывшее кафе Конрада (лит. Konrado kavinė) — одно из самых популярных кафе в старом Каунасе, работавшее около 140 лет. Здание было построено в 1850 году коллежским секретарём Алексеем Дубенкиным под руководством губернского архитектора Теодора Хелмгольца. В 1852 году на первом этаже была открыта кондитерская, а с 1862 года начало работать кафе. С 1920 года оно находилось в собственности братьев Леонида и Макса Конрадов и приобрело большую популярность: в нём любила собираться каунасская интеллигенция и богема. Тут бывали Винцас Креве, Балис Сруога, Пятрас Цвирка, выступал Александр Вертинский. После войны заведение некоторое время было закрыто, затем его отреставрировали, переименовали в «Тульпе» (tulpė — «тюльпан») и вновь открыли, но оно утратило свой дух и перестало быть местом, где встречались знаменитости. В 2003 году в нём открыли магазин одежды „Mango“, в наше время (2013) в части помещений располагается кафе „Vero Cafe“, в другой части — несколько магазинов одежды.

- Дом № 53. Дворец «Пажанга» (pažanga — «прогресс»), здание, предназначачавшееся для администрации правящей Партии таутининков и связанных с ней организаций. Дворец построен в 1933—1934 годах, архитектор Феликсас Визбарас. «Пажанга» построена в «национальном стиле», многие элементы отделки интерьера, фасада, балконов имитируют узоры традиционной резьбы по дереву. В здании располагались офис центрального правления Партии таутининков, офис центрального правления партии «Молодая Литва» (лит. Jaunoji Lietuva), редакция газеты „Lietuvos aidas“ («Летувос айдас») и редакция газеты «Яунойи карта» (лит. Jaunoji karta) («Молодое поколение»). Позже на пятом этаже открыли ресторан, а на первом — магазин. В советское время в здании размещались различные научно-исследовательские организации. В части помещений были квартиры. В 1989 году дворец был передан только что воссозданному университету Витаутаса Великого. С 1991 года здесь располагается факультет искусств этого университета.

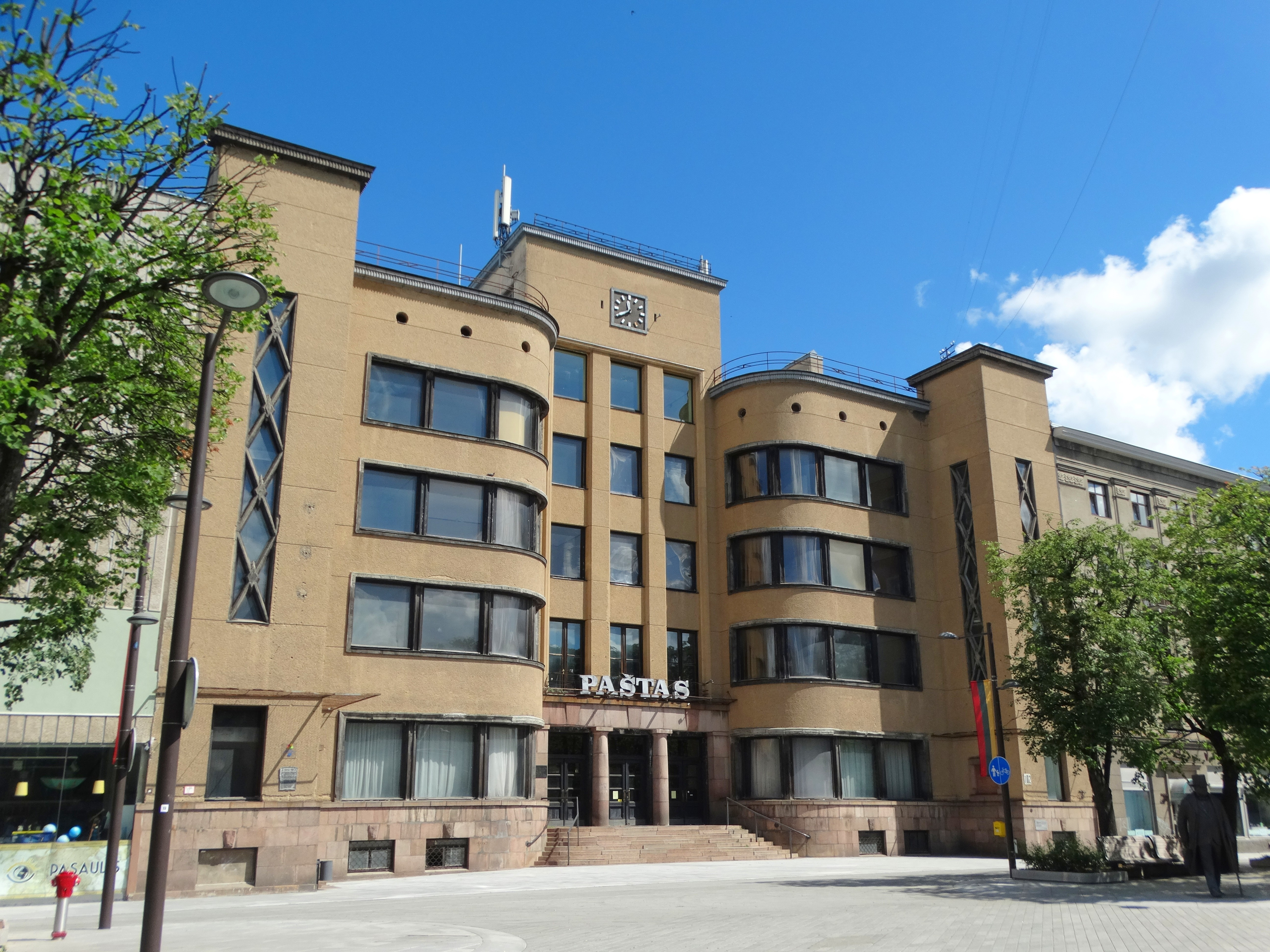
Центральный почтамт

- Дом № 55. «Пеноцентрас» (лит. Pienocentras) («Молокоцентр») — административное здание Центрального союза молокоперерабатывающих предприятий Литвы. Эта организация занималась торговлей молочными продуктами и контролировала значительную часть экспорта страны в межвоенное время. «Пеноцентрас» был построен в 1931—1934 годах, архитектор Витаутас Ландсбергис-Жямкальнис. Здание является характерным примером литовского функционализма. В 1937 году на Всемирной выставке в Париже этот архитектурный проект завоевал бронзовую медаль и почётный диплом.[4] На трёх нижних этажах располагались офисы и предприятия сферы услуг, на верхних — частные квартиры. После войны в здании размещалась Сельскохозяйственная академия, преобразованный впоследствии в Университет Александраса Стульгинскиса, а с 1964 года и до нашего времени — Каунасский технологический университет. В 1982 году на первом этаже был открыт молочный бар, в память о первоначальном назначении здания. Кроме того, сейчас (2013 год) тут работает аптека и филиал банка „Danske bankas“.

- Дом № 102. Центральный почтамт („Centrinis paštas“) — здание, в котором со дня постройки и до нашего времени работает центральный почтамт города Каунаса. Построено в 1930—1931 годах, архитектор Феликсас Визбарас. Архитектору удалось мастерски вписать здание в узкий земельный участок, фасад получился соразмерный и красивый. Стиль — сочетание элементов модернизма и «национального стиля». В оформлении интерьера использованы лепнинные украшения с мотивами народного искусства. В 1935 году на фасаде вмонтированы электрические часы. В 1978—1980 годах стены вестибюля были выложены доломитовыми плитам, в верхние окна зала вставлены витражи.

(см. также: Церковь Святого Михаила Архангела)

## Памятники
- Памятник великому князю Витаутасу. Витаутас Великий изображён воином, попирающим поверженных врагов: немца, поляка, татарина и русского. Памятник установлен в 1932 году (скульптор Винцас Грибас), разрушен в 1952 году, восстановлен в 1990 году.
- Памятник «Жиня» («Весть») — динамичная, стройная статуя женщины, трубящей в горн. Установлена в 1979 году, скульптор Эрикас Даугулис.
- Памятник Ромасу Каланте. Памятник из красного гранита, в виде языков пламени, лижущих траву газона. Установлен в 2002 году, скульптор Робертас Антинис (младший).
- Памятник Даниэлю Дольскису — эстрадному певцу и пародисту, популярному в межвоенной Литве. Скульптура в человеческий рост изображает певца, застывшего в приглашающей позе, и стоит возле здания бывшей гостиницы «Метрополь», в ресторане которой часто проходили выступления Дольскиса. Установлен в 2007 году, скульптор Ромас Квинтас.